# Euphorbia ambroseae
Euphorbia ambroseae ist eine Pflanzenart aus der Gattung Wolfsmilch (Euphorbia) in der Familie der Wolfsmilchgewächse (Euphorbiaceae).

## Beschreibung
Die sukkulente Euphorbia ambroseae bildet Sträucher bis 2 Meter Höhe mit wenig verzweigten, bis 4 Zentimeter dicken Haupttrieben aus. Die aufrechten Seitenzweige sind vierkantig und werden 1 bis 2 Zentimeter breit. An den Kanten stehen im Abstand von 1 bis 2,5 Zentimeter buchtige Zähne. Die verlängerten Dornschildchen berühren sich nicht und sind gelegentlich zu einem dünnen Hornrand zusammengewachsen. Es werden sehr kleine Dornen und 1 bis 2 Millimeter lange Nebenblattdornen ausgebildet. Die dicklichen und kurzlebigen Blätter werden bis 10 Millimeter lang und 9 Millimeter breit.
Der Blütenstand besteht aus einzelnen und einfachen Cymen, die an 1 Millimeter langen Stielen stehen. Die Cyathien erreichen etwa 6 Millimeter im Durchmesser. Die länglichen Nektardrüsen berühren sich und sind gelb gefärbt. Die annähernd kugelförmige Frucht steht an einem 1,5 Millimeter langen Stiel und wird bis 3,5 Millimeter lang und 5 Millimeter breit. Der fast runde Samen ist mit Waren besetzt und erreicht etwa 2 Millimeter im Durchmesser.

## Verbreitung und Systematik
Euphorbia ambroseae ist in Mosambik und in Malawi verbreitet.
Die Erstbeschreibung der Art erfolgte 1964 durch Leslie Charles Leach.
Es werden folgende Varietäten unterschieden:
- Euphorbia ambroseae var. ambroseae
- Euphorbia ambroseae var. spinosa L.C.Leach (1977); unterscheidet sich zur Stammart durch auffällige Dornen und Nebenblattdornen